# Batalla de Bagdad (México)
La Batalla de Bagdad tuvo lugar el 4 de enero de 1866 en la población de Bagdad en Tamaulipas, México, entre el ejército mexicano de la República contra el ejército del Segundo Imperio Francés y los conservadores mexicanos.

## Inicios
México vivía en una crisis en aquellos años, los constantes pleitos producidos por los mismos políticos de la época provocaron la llamada Guerra de Reforma que duró tres años. Napoleón III quería entonces sacar provecho de la Guerra de Secesión o guerra civil estadounidense para colocar un imperio católico aliado a Francia con el fin de oponerse a su vecino del norte y a su política expansionista; entonces como excusa por la suspensión de pagos decretada por Juárez para la deuda externa por la Guerra de Reforma, aprovecharon este hecho como el pretexto perfecto para mandar lo que los franceses llaman "La Expedición de México" y que en México es conocida como la Segunda Intervención Francesa.
Puerto Bagdad se encuentra cerca de la desembocadura del Río Bravo, pues controla el acceso fluvial a las ciudades gemelas de Matamoros, México y Brownsville, Texas. Durante la Segunda Intervención Francesa en México, Matamoros era el principal punto de paso de ayuda estadounidense a los republicanos mexicanos, por ello la importancia del lugar. Se decidió entonces, por parte de las autoridades francesas, el resguardo de la misma, encargándole la operación al entonces general conservador Tomás Mejía con la ayuda de 2000 hombres y la marina francesa, debido a que Bagdad fue el punto que más importaba al principio de las presiones norteñas, en virtud de que la doctrina Monroe perjudicaba los intereses franceses.
En 1864, el general Tomás Mejía se veía constantemente amenazado por el general republicano Miguel Negrete, pero este último es disuadido al conocer del desembarco de 500 soldados y 140 artilleros franceses en Bagdad, Tamaulipas, ante el arribo de los barcos Var, Magellan y el Tactiquepor, por lo que el General Negrete decide retirarse hasta recibir refuerzos y pertrechos  para efectuar un ataque general. En 1865, la situación se complica para los franceses. El ejército de los Estados Unidos echó de Brownsville a las fuerzas de los Estados Confederados que eran favorables a la causa francesa y por lo tanto al conservador Mejía. Después de esto el ejército estadounidense envía a 40 000 hombres a la frontera, posición que hostigaba a los franceses. El barco Tisiphone es enviado para reforzar las posiciones francesas y desembarca en Bagdad, México, ante las constantes amenazas de los dos países americanos.
El 28 de septiembre, el general Mariano Escobedo se acerca a Bagdad apoyado por una artillería compuesta de 11 cañones, decidido a atacar la zona. Ante esta situación el almirante francés Georges Charles Cloué reforzó la ciudad con 4 barcos más (l'Adonis, le Magellan, le Tactique y el Tartare) que convertían al lugar en una fortaleza bélica. La situación en ese momento, nada favorable a los republicanos mexicanos obliga al general Mariano Escobedo a retirarse de la escena, después de lo cual, el almirante Cloué le envió una reclamación al general norteño Wetzel, el comandante de Brownsville, sobre el asunto de los artilleros estadounidenses que hostigaban al Segundo Imperio Mexicano y al Segundo Imperio Francés, amenazando con guerra entre los dos países por socorrer a los heridos mexicanos. El barco Antonia es añadido a la defensa de Bagdad.
En noviembre, existe una nueva tentativa de Mariano Escobedo que asedia la Ciudad de Matamoros, por lo que el Barco Antonia regresa a reforzar la posición de la ciudad. Con la salida del "Antonia" y otros, el pueblo de Bagdad se encontró bastante desprotegido, así como presa fácil para los mexicanos y estadounidenses, por lo que el General François Achille Bazaine envió dos columnas de refuerzo hacia Bagdad, respectivamente mandadas por el coronel De Ornano y el General Pierre Joseph Jeanningros así como al barco l'Allier para desembarcar 300 soldados austríacos, 20 soldados mexicanos del bando conservador y 60 soldados franceses de caballería a Bagdad el 20 de noviembre.

## La batalla
Todos los elementos entonces fueron reunidos para la batalla principal que se efectuó en enero de 1866. El 4 de enero de 1866, sacando provecho de la salida de los barcos l´Adonis, Tartare y el Tisiphone, el General Mariano Escobedo en una maniobra sorpresa y comandando un ejército reforzado de regimientos negros de la Armada Estadounidense ataca el pueblo. Ante la sorpresiva acción los mexicanos conservadores y los franceses se replegaron sobre su embarcación, mientras los 30 marineros de l´Antonia aseguraron su cubierta.

## Después de la batalla
El general norteño Wetzel envió a 150 hombres para restablecer el orden en Bagdad que había sido ocupado por las fuerzas mexicanas. Después de conocer del envío de 150 hombres estadounidenses a esta batalla existió una nueva protesta por parte del almirante francés Georges Cloué, que exigió la salida de las mismas por lo que las fuerzas estadounidenses dejaron el pueblo el 25 de enero. En junio, una columna doble de conservadores conformado por 2000 hombres se va de refuerzo de Monterrey a Matamoros. Una primera mitad se para por causa de enfermedad. Los 300 hombres del General Olvera de la segunda columna, fueron atacados el 15 de junio en Camargo por 5000 mexicanos y mercenarios estadounidenses. Sólo 150 hombres permanecieron en Matamoros junto al general Tomás Mejía. Los franceses viéndose en lo sucesivo en la imposibilidad de sostener los constantes embates de la ciudad, hicieron evacuar a los 400 hombres que les quedaban en Bagdad, saliendo en el barco Adonis con rumbo al puerto de Veracruz.